# Пункт (экономика)
Пункт (от лат. punctum «точка»; сленговое пипс от англ. pip — percentage in point «соответствующая процентная доля») в экономике — минимальное изменение показателя, когда более мелких изменений для данного показателя не предусмотрено. Одному пункту соответствует единичное изменение самой последней публикуемой цифры показателя. В пунктах измеряют колебания цен, котировок ценных бумаг и валют на биржах.
Например, если показатель публикуется с двумя знаками после запятой, то один пункт составит изменение на 0,01. Изменение цены с 30,15 до 30,25 можно интерпретировать как рост на 10 пунктов. В свою очередь 100 пунктов называют фигурой. Т. е. рост на 100 пунктов с 30,15 до 31,15 = рост на одну фигуру.
Измерение в пунктах позволяет быстрее сравнивать произошедшие изменения близких показателей, у которых различается размерность. Например, изменение цены на некую валюту с 1,2345 до 1,2343 и на некий индекс с 9876 до 9874 вполне сопоставимы — цены снизились на 2 пункта.

## Цена пункта
Цена пункта — к каким значимым для нас изменениям приводит изменение показателя на один пункт.
При необходимости постоянных и быстрых расчётов оказываемого влияния тех или иных изменений часто заранее рассчитывают цену пункта. В дальнейшем для определения величины влияния на результат величина изменения в пунктах просто умножается на цену пункта. Это позволяет быстро оценить ситуацию в условиях ограниченного времени для принятия решений.
Иногда цена пункта зависит от значения показателя до его изменения. В таких случаях после изменения показателя цену пункта приходится пересчитывать.

## Примеры

### Цена пункта процентной ставки
Процентная ставка указывается до двух знаков после запятой. При изменении ставки с 5,00 % до 5,25 % говорят, что ставка увеличилась на 25 базисных пунктов. Если был взят кредит, по которому ежемесячные проценты составляли 1000 рублей, то цена одного пункта в этом случае составит:
1000 / 500 (общее число пунктов в ставке 5,00 %) = 2 руб.
После увеличения ставки на 25 пунктов, величина процентов увеличится на
2 × 25 = 50 руб.
и составит 1050 руб. Цена пункта для последующих расчётов останется неизменной — 2 руб.

### Цена пункта биржевой котировки
Котировка многих валют указывается с точностью до четвёртого знака после запятой. При изменении соотношения цены евро в долларах США (EUR/USD) с 1,2345 до 1,2325 говорят, что она снизилась на 20 пунктов. При этом, если заключить контракт о поставке в будущем 100 000 EUR по текущей цене (1,2345), то для оплаты потребовалось бы 123 450,00 USD. Цена одного пункта в этом случае составит:
100 000 EUR (сумма контракта) × 0,0001 USD/EUR (1 пункт изменения цены одного евро) = 10 USD
После уменьшения цены на 20 пунктов необходимое для оплаты контракта количество долларов уменьшится на
10 USD × 20 = 200 USD
и составит 123 250,00 USD. Подобные расчёты широко применяются для определения промежуточных результатов при маржинальной торговле.